# 330712 Rhodescolossus
330712 Rhodescolossus este o planetă minoră (asteroid) din centura de asteroizi. A fost descoperită pe 3 august 2008 la  de Vincenzo Silvano Casulli⁠(d) și a fost numită după Colosul din Rodos. 
Obiectul prezintă o orbită caracterizată de o semiaxă mare de 2,9314683782383 UAi, o excentricitate de 0,074792898399341, o înclinație de 10,760932649061 ° în raport cu ecliptica.